# Antheraea fenestra
Antheraea fenestra är en fjärilsart som beskrevs av Perry 1811. Antheraea fenestra ingår i släktet Antheraea och familjen påfågelsspinnare. Inga underarter finns listade i Catalogue of Life.